# Torrance Fleischmann
Torrance Watkins Fleischmann (30 juli 1949) is een voormalig Amerikaans amazone die gespecialiseerd in eventing. Fleischmann nam deel aan Olympische Zomerspelen 1984 en won hierbij de gouden medaille in de landenwedstrijd eventing, individueel eindigde ze als vierde. Twee jaar eerder behaalde zij een bronzen medaille in de landenwedstrijd tijdens de wereldkampioenschappen.

## Resultaten
- wereldkampioenschappen eventing 1982 in Luhmühlen  landenwedstrijd eventing
- Olympische Zomerspelen 1984 in Los Angeles 4e individueel eventing met Finvarra
- Olympische Zomerspelen 1984 in Los Angeles  landenwedstrijd eventing met Finvarra

1912: Nordlander, Adlercreutz, Casparsson,  Horn af Åminne ·
1920: Mörner, Lundström, von Braun,  Dyrsch ·
1924: Van der Voort van Zijp, Pahud de Mortanges, De Kruijff,  Colenbrander ·
1928: Pahud de Mortanges, De Kruijff, Van der Voort van Zijp ·
1932: Thomson, Chamberlin, Argo ·
1936: Stubbendorf, Lippert, von Wangenheim ·
1948: Henry, Anderson, Thomson ·
1952: von Blixen-Finecke, Stahre, Frölén ·
1956: Weldon, Rook, Hill ·
1960: Morgan, Lavis, Roycroft ·
1964: Checcoli, Angioni, Ravano ·
1968: Allhusen, Meade, Jones ·
1972: Meade, Gordon-Watson, Parker, Phillips ·
1976: Coffin, Plumb, Davidson, Tauskey ·
1980: Blinov, Salnikov, Volkov, Rogosjin ·
1984: Plumb, Stives, Fleischmann, Davidson ·
1988: Erhorn, Baumann, Kaspareit, Ehrenbrink ·
1992: Green, Rolton, Hoy, Ryan ·
1996: Schaeffer, Rolton, Hoy, Dutton ·
2000: Dutton, Hoy, Tinney, Ryan ·
2004: Boiteau, Lyard, Courrèges, Teulère, Touzaint ·
2008: Thomsen, Ostholt, Dibowski, Klimke, Romeike ·
2012: Auffarth, Jung, Klimke, Schrade, Thomsen ·
2016: Laghouag, Lemoine, Nicolas, Vallette ·
2020: Collett, McEwen, Townend ·
2024: Canter, Collett, McEwen